# Petru Ier de Moldavie
Petru Ier était voïvode (souverain) de Moldavie de 1367 jusqu'en juillet 1368. La monarchie étant élective dans les principautés roumaines (comme en Hongrie et Pologne voisines), le prince (voïvode, hospodar ou domnitor selon les époques et les sources) était élu par et parmi les boyards et, pour être nommé, régner et se maintenir, s'appuyait fréquemment sur les puissances voisines, hongroise, polonaise ou ottomane.

## Biographie
En 1387, il épouse Sofija de Lituanie, la fille de Vytautas le Grand. Le 23 septembre de la même année, il rend hommage à Hedwige Ire de Pologne et Ladislas II Jagellon à Lviv. Dans un document du 27 janvier 1388 à Lutsk, Jogaila fait référence à lui comme son beau-fils (comme il était habitué à désigner les maris de ses nièces) ce qui amena l'historien Jan Tęgowski à supposer que Petru épousa ensuite une fille de Danuté de Lithuanie et Janusz Ier.